# Holomitrium seramense
Holomitrium seramense là một loài rêu trong họ Dicranaceae. Loài này được H. Akiy. mô tả khoa học đầu tiên năm 1990.